# Yukari Higa
Yukari Higa (jap. 緋賀 ゆかり Higa Yukari) – japońska mangaka urodzona w prefekturze Miyagi. Autorka publikowała również dōjin pod nazwiskiem Nodoame Ishida (jap. 石田のどあめ Ishida Nodoame).

## Twórczość

### Mangi
- Magical Record Lyrical Nanoha Force[2] (ilustracje)
- Kiddy Girl-and Pure[3]
- Shina Dark[4]
- Holy Hearts![5]
- Sekai Seifuku Monogatari[6]

### Gry
- Sakura Sakura[7]